# 88 (număr)
88 (optzeci și opt) este numărul natural care urmează după 87 și precede pe 89.

## În matematică
88:
Este un număr abundent.
Este un număr refactorabil, pseudoperfect și intangibil. Este de asemenea poligonal (k = 2, n = 88).
Deoarece este posibil să se găsească șiruri de 88 de numere naturale consecutive astfel încât fiecare element interior are cel puțin un divizor comun cu primul sau ultimul număr, 88 este un număr Erdős-Woods.
Este un număr practic.
Este un număr Størmer.
În baza 10 este un număr palindromic și un număr repdigit.
Este un număr abundent și un  număr abundent primitiv.

## În astronomie și explorarea spațiului
- Numărul constelațiilor, cum sunt definite de Uniunea Astronomică Internațională.
- Obiectul Messier M88, o galaxie spirală de magnitudine 11,0 în constelația Coma Berenices.
- Obiectul Arhivat în 1 aprilie 2005, la Wayback Machine. NGC 88 din New General Catalogue, o galaxie spirală din constelația Phoenix, și membru al Cvartetului Robert.
- Misiunea 88 a navetei spațiale (STS-88), lansată și încheiată în decembrie 1998, care a început construirea Stației Spațiale Internaționale.
- Numărul Saros al eclipselor de Soare din perioada 6 octombrie 247 ÎHr și martie 1233. Durata seriei Saros a fost de 1478,4 ani, în care au avut loc 83 eclipse de Soare. Numărul Saros al eclipselor de Lună din perioada iulie 38 și august 1336  August. Durata seriei 88 Saros a fost de 1298,1 ani, în care au avut loc 73 eclipse de Lună.
- Aproximativ numărul de zile cât durează o revoluție a lui Mercur.
- 88 Thisbe, un asteroid din centura principală.

## Semnificații culturale

### În cultura chineză
În cultura chineză numărul 88 simbolizează câștigul și norocul deoarece cuvântul 8 sună similar cu Fā (发, care implică 发财, adică bogăție în limba mandarină sau cantoneză. Numărul 8 este considerat în cultura chineză cel mai norocos, iar prețurile în magazinele din China conțin adesea mai mulți de 8. Forma cifrei 8 chinezești (八) sugerează că va avea un viitor minunat, deoarece caracterul începe îngust și se lățește în partea de jos (caracterele chinezești se citesc de sus în jos). Autoritățile din China au scos la licitație numerele conținând mai multe cifre de 8 pentru plăcuțele de înmatriculare ale autovehiculelor pentru zeci de mii de dolari. Jocurile Olimpice de vară din 2008 au început la 8/8/08 la 8 p.m. 88 este adesea folosit ca „pa, pa” în conversațiile în limba chineză, mesaje text și SMS-uri. 88 este pronunțat în mandarină „bā bā” (a lung), asemănător cu pronunția engleză pentru „bye bye”.

### În radioamatorism
În radioamatorism „88” este folosit în semnături ca prescurtare pentru „sărutări”. Este folosit în fonie („eighty-eight”), morse (– – – • •   – – – • •) și în transmisiuni digitale. Este considerat mai afectuos decât mai des folositul „73”, care înseamnă „salutări”. Cele două pot fi folosite și împreună. Uneori sunt puse la plural adăugând un „s” (3 puncte în morse), dar nu se recomandă, „88” și „73” fiind deja la plural. Aceste numere provin din „Codul 92” adoptat de Western Union în 1859.

### În supremația albilor
În neonazism numărul 88 este o prescurtare pentru Heil Hitler. Litera H este a opta în alfabetul englez, astfel că 88 devine HH. Adesea acest număr este asociat cu numărul 14, ex. 14/88, 14-88 sau 1488; acest număr simbolizând un slogan de paisprezece cuvinte al lui David Lane, un neonazist proeminent. Exemple de folosire a 88 sunt cântecul „88 Rock 'n' Roll Band” al Landser, și organizațiile Barselc88, Column 88, Unit 88 și White Legion 88. Pistolarul și scriitorul James von Brunn semna lucrările sale cu "JVB-88." Acum Partidul Nazist American folosește numărul 14 în domeniile sale internet și 88 ca formulă de încheiere a emisiunilor radio.

## În sport
- Jucătorul de golf profesionist Kathy Whitworth, a câștigat de-a lungul carierei sale 88 turnee LPGA, mai multe decât oricine altcineva în turneele LPGA și PGA.[necesită citare]
- 88 este numărul mașinii de NASCAR Sprint Cup Series a Hendrick Motorsports. Acum este un Chevrolet condus de Dale Earnhardt, Jr. În sezonul 2011 a fost sponsorizat de AMP Energy și de Garda Națională a Statelor Unite. În 2012 sponsorizarea AMP Energy a fost înlocuită cu Diet Mountain Dew a PepsiCo. Din 1995 până în 2007, mașina a fost deținută de Robert Yates Racing; cel mai cunoscut pilot din această perioadă a fost Dale Jarrett, care a câștigat cu această mașină campionatul CCS și de două ori Daytona 500.

## În alte domenii
88 este de asemenea:
- în mm, este lungimea standard a cărților de joc
- o cunoscută înghețată produsă de GB Glace
- numărul atomic al radiului
- codul ASCII al majusculei X
- numărul clapelor pianului (36 negre și 52 albe), pianul însuși fiind numit uneori „88”
- 88 Keys, personaj în Dick Tracy (film 1990)
- numerele care apar la afișajele de două cifre cu 7 segmente când toate segmentele sunt activate
- Eighty Eight, un album al formației Christian rock band din anii 1977
- în titlurile cântecelor:
  - "Rocket 88," un cântec înregistrat prima dată la studioul Sam Phillips în 1951; Rocket 88 a fost o formație din Regatul Unit din anii 1980 denumită după cântec
  - "88 Lines About 44 Women" de formația The Nails
  - "88" de formația punk canadiană Sum 41 în albumul lor din 2004, Chuck
  - "88" de formația engleză Nu-Metal Apartment 26 în al doilea album al lor, Music for the Massive
  - "88", cântec de Level 42 în albumul Strategy
  - "88" de hip hop The Cool Kids
  - "88" de duetul electro-pop japonez LM.C, sau Lovely Mocochang.com

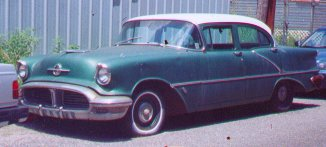
Oldsmobile 88

- modelul de automobil Oldsmobile 88 și racheta AGM-88 HARM
- pușca chinezească QBU-88 (sau „Tip 88”)
- numărul departamentului Vosges (Franța)
- două autostrăzi (Interstate 88), una în Illinois și cealaltă în New York
- în limba japoneză adesea înseamnă „foarte mult”, „infinit”
- în hip hop, unde "88" înseamnă „hh”, adică prescurtarea lui „hip hop”
- în Kill Bill, numele personajului Crazy 88 din armata lui O-Ren Ishii
- în ISBN, grup de cifre identificând cărți publicate în Italia și Elveția
- în trilogia Back to the Future 88 este viteza, în mile pe oră pe care trebuie s-o atingă mașina DeLorean ca să poată călători în timp
- în serialul TV Black Books (sezonul 2, episodul 2: "Febră"), temperatura (probabil în Fahrenheit) deasupra căreia sindromul Dave al lui Manny se va declanșa, probabil o parodie după Back to the Future
- "numărul antiteroristului" în documentele trimise la NBC de Seung-Hui Cho înainte de masacrul de la Virginia Tech din 16 aprilie 2007[21]
- numărul echipei de poliție antiteroristă "Detașamentul 88", înființată de guvernul Indoneziei ca urmare a atentatului din Bali din 2002, care a ucis 202 oameni, din care 88 australieni
- serialul Tanner '88 al lui Garry Trudeau la HBO despre campania fictivă congresmanului Jack Tanner în cursa sa spre Casa Albă

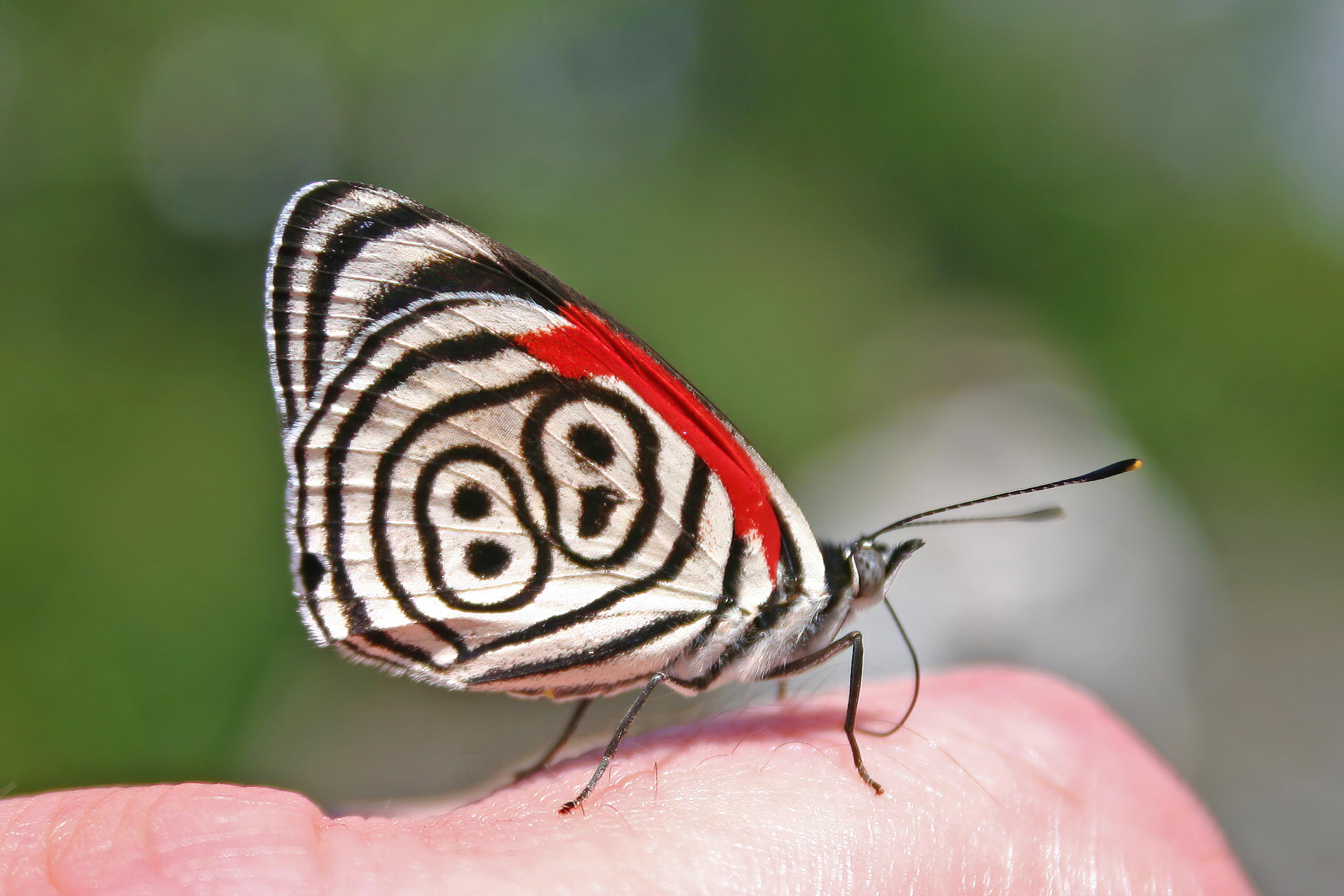
Modelul 88 pe fluturele Diaethria anna

- 88 Minutes, un film din 2008 în care joacă Al Pacino
- Cambridge Z88 a fost un calculator portabil din 1988
- 88open a fost un grup de satndardizare din anii 1988 creat de Motorola pentru a standardiza sistemele Unix
- '88-level' este un tip de condiții în limbajul de programare COBOL
- The House on East 88th Street, o carte de Bernard Waber
- 88-Keys, un raper și producător american
- Mâna mortului în poker este o pereche de ași și o pereche de 8
- 88 este numele bandei din filmul american Gridiron Gang (2006) în care a jucat Dwayne Johnson
- în marina militară a SUA 88 este jargonul pentru „ce”, de exemplu „88 veți face la noapte?”
- două genuri de fluturi (Diaethria și Callicore) sunt numite „optzeci-și-opt” deoarece aripile lor seamănă cu 88
- tunul antiaerian german 8,8 cm FlaK 18/36/37/41 folosit în al Doilea Război Mondial era numit colocvial „88” (germană acht-acht)